# Vicente (hiszpański piłkarz)
Vicente, właśc. Vicente Rodríguez Guillén (ur. 16 lipca 1981 w Walencji) – hiszpański piłkarz grający na pozycji lewego pomocnika.

## Kariera klubowa
Swoją profesjonalną karierę piłkarską rozpoczął w klubie Levante UD, w którym zadebiutował w sezonie 1997/1998. Po dwóch latach przeniósł się do Valencia CF, gdzie o miejsce w składzie na lewej pomocy musiał walczyć z Kilym Gonzálezem. Zdołał strzelić w Primera División 5 bramek i zagrać w 13 meczach Ligi Mistrzów.
W sezonie 2001/2002, kiedy to posadę trenera objął Rafael Benítez, wykorzystał swoją szansę, wypierając ze składu Kily’ego Gonzáleza. W sezonie 2003/2004 pod wodzą Beníteza zespół po raz drugi wywalczył mistrzostwo Hiszpanii oraz wygrał Puchar UEFA. W sezonie 2004/2005 zespół pod wodzą Claudia Ranieriego zajął 7. miejsce w lidze, a Vicente musiał leczyć kontuzje.
2 września 2011 roku podpisał roczny kontrakt z Brighton & Hove Albion.

## Kariera reprezentacyjna
Vicente był powoływany do reprezentacji, w której zadebiutował we wrześniu 2001 roku w meczu z Francją w eliminacjach do Mistrzostw Świata w Korei i Japonii w roku 2002. Został on powołany również do kadry na Mistrzostwa Europy w Portugalii w 2004 roku.

## Życie prywatne
Związany z Mar Garcia. Nocą 25 marca 2009 na świat przyszło ich pierwsze dziecko – córka Blanca.